# Lithium-Eisensulfid-Batterie

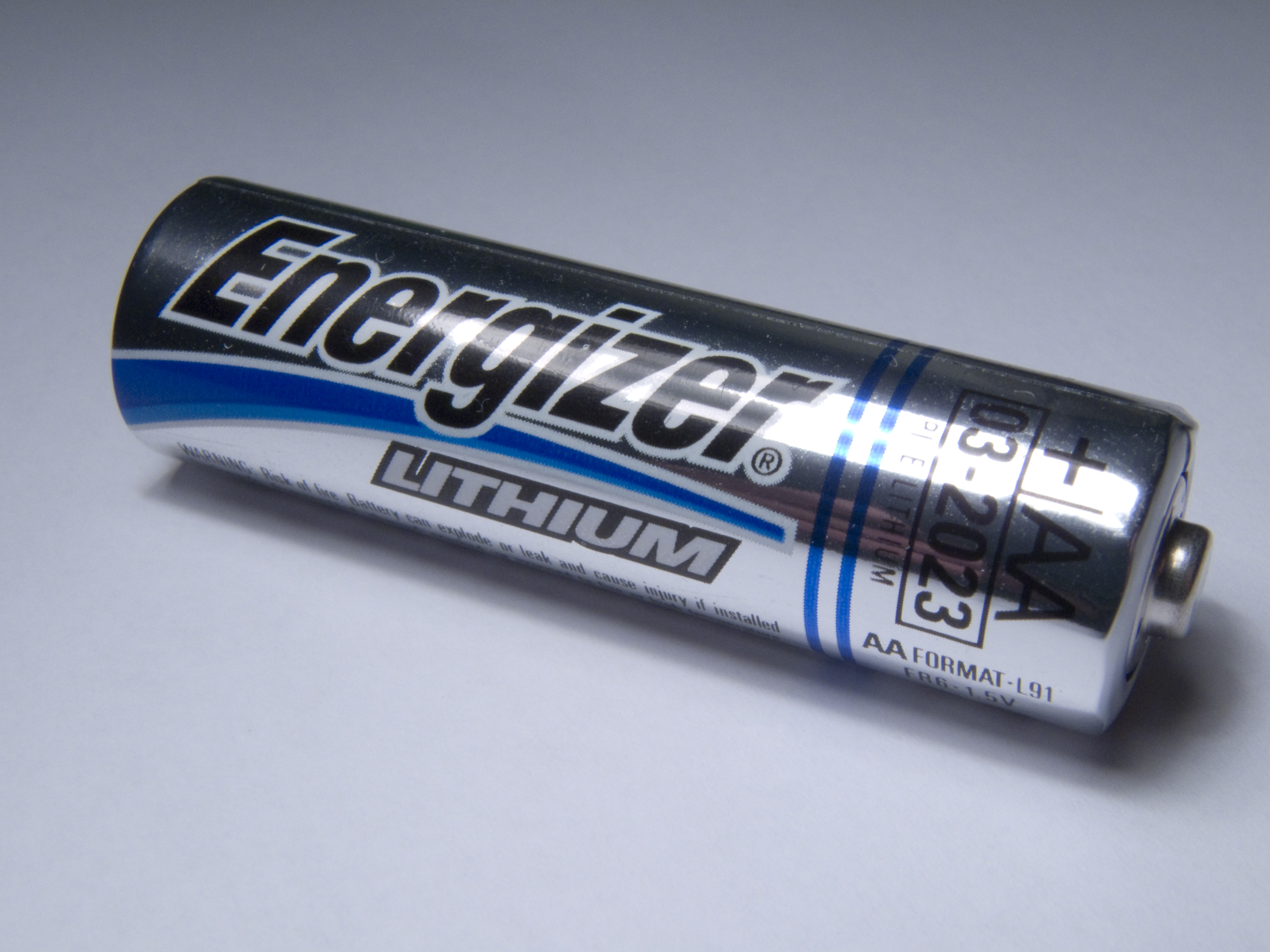
Lithium-Eisensulfid-Batterie vom Typ IEC FR6, in der Baugröße AA

Die Lithium-Eisensulfid-Batterie  beziehungsweise Lithium-Eisensulfid-Zelle ist eine Lithiumbatterie und zählt als galvanische Zelle zu den nicht wiederaufladbaren Batterien (Primärzellen). Die Anode (Minuspol) besteht aus metallischem Lithium und die Kathode (Pluspol) besteht aus Eisen(II)-disulfid. Der Elektrolyt ist eine Lösung von Lithiumiodid (LiI) in einem Gemisch aus organischen Lösungsmitteln. Die Nennspannung einer Zelle beträgt 1,5 V, deshalb kann sie als Ersatz für Alkali-Mangan-Batterien und Zink-Kohle-Batterien dienen. Vorteile gegenüber Alkali-Mangan-Batterien sind höhere Kapazität, insbesondere bei Entladungen mit hohen Strömen und bei tiefen Temperaturen, und längere Lagerfähigkeit. Nachteilig ist der deutlich höhere Preis, der durch die aufwändigere Konstruktion bedingt ist.
Rundzellen der Baugrößen Mignon (AA, IEC FR6) und Micro (AAA, IEC FR03) sind seit 1992 beziehungsweise 2004 im Handel erhältlich. 1979 wurden Lithium-Eisensulfid-Batterien auch als Knopfzellen und als preisgünstige Alternative zu Silberoxid-Zink-Batterien für Uhren vorgestellt. Aufgrund des fallenden Silberpreises wurden Knopfzellen aus Lithium-Eisensulfid jedoch bald wieder vom Markt genommen, da sie aufgrund des höheren Preises nicht konkurrenzfähig waren.

## Elektrochemie
In der Lithium-Eisensulfid-Zelle liefern die Oxidation von Lithium und die Reduktion von Eisensulfid die elektrische Energie. Die theoretische Kapazität von Lithium beträgt 3,86 Ah/g, von Eisensulfid (FeS) 0,61 Ah/g und von Eisendisulfid (FeS2) 0,89 Ah/g. Die in der Zelle ablaufenden Reaktionen sind komplex und werden im Folgenden schematisch dargestellt.
Beim Entladen wird in der Anode metallisches Lithium (Li) zu Lithium-Ionen oxidiert. Die Oxidationszahl von Lithium erhöht sich dabei von ±0 auf +I.
Anodenreaktion: {\displaystyle \mathrm {4\,Li\rightarrow 4\,Li^{+}+4\,e^{-}} }
Beim Entladen wird in der Kathode Eisen(II)-disulfid (FeS2) zu Eisen (Fe) und Sulfid-Ionen (S2−) reduziert. Die Oxidationszahl von Eisen verringert sich dabei von +II zu ±0, die (formale) Oxidationszahl von Schwefel verringert sich dabei von −I im Disulfid-Ion (S22−) auf −II im Sulfid-Ion (S2−). Alternativ kann auch Eisen(II)-sulfid (FeS) als Kathodenmaterial verwendet werden. In diesem Fall wird bei der Entladung nur Eisensulfid zu Eisen reduziert. Die Oxidationszahl von Eisen verringert sich dabei von +II zu ±0. In der Praxis wird nur FeS2 als Kathodenmaterial verwendet, da die Zellspannung und Kapazität in diesem Fall höher sind.
Kathodenreaktion (FeS2): {\displaystyle \mathrm {FeS_{2}+4\,e^{-}\rightarrow Fe+2\,S^{2-}} }
Kathodenreaktion (FeS): {\displaystyle \mathrm {FeS+2\,e^{-}\rightarrow Fe+S^{2-}} }
Die Gesamtreaktion kann wie folgt dargestellt werden:
Gesamtreaktion (Li-FeS2): {\displaystyle \mathrm {4\,Li+FeS_{2}\rightarrow Fe+2\,Li_{2}S} }
Gesamtreaktion (Li-FeS): {\displaystyle \mathrm {2\,Li+FeS\rightarrow Fe+Li_{2}S} }
Als Elektrolyt wird ein Gemisch verschiedener organischer Lösungsmittel (Ethylencarbonat, Ethylenglycoldimethylether) mit Lithiumiodid (LiI) verwendet.

## Aufbau
Die im Handel erhältlichen zylindrischen Li-FeS2-Rundzellen in den Baugrößen Micro (AAA) mit der IEC-Bezeichnung FR03 und Mignon (AA) mit der IEC-Bezeichnung FR6 sind sogenannte Wickelzellen. Das heißt, die Elektroden sind Folien und werden mit dem dazwischenliegenden mikroporösen Separator aus Polyethylen oder Polypropylen zu einer Rolle gewickelt. Die Anodenfolie besteht aus Lithium und die Kathodenfolie aus einem mit Eisendisulfid beschichteten metallischen Träger. Zum Schutz gegen einen externen Kurzschluss ist die Zelle mit einem Thermoschalter (PTC-Widerstand) ausgestattet. Aufgrund des hohen Stromflusses beim Kurzschluss erwärmt sich die Zelle stark. Wenn die Aktivierungstemperatur des Thermoschalters erreicht wird, nimmt sein Widerstand zu, und der Stromfluss und damit die Wärmeentwicklung wird begrenzt.

## Eigenschaften
Die Nennspannung der Lithium-Eisensulfid-Zelle beträgt 1,5 V. Die Leerlaufspannung liegt bei etwa 1,8 V. Die Lastspannung ist im Vergleich zu Alkali-Mangan-Zellen bei gleicher Belastung höher, und die Entladekennlinie verläuft flacher. Dadurch erklärt sich die höhere Belastbarkeit von Lithium-Eisensulfid-Zellen im Vergleich zu Alkali-Mangan-Zellen bei Einsatz in Anwendungen mit hohem Strom- beziehungsweise Leistungsbedarf wie beispielsweise in Digitalkameras und Blitzgeräten für Fotoapparate. Je kleiner der Strom- beziehungsweise Leistungsbedarf der Anwendung, desto geringer wird der Vorteil der Lithium-Eisensulfid-Zelle. Wie bei allen Batteriensystemen wird die tatsächlich entnehmbare Kapazität mit steigender Temperatur höher. Die Lithium-Eisensulfid-Batterie zeichnet sich durch eine laut Herstellerangaben vergleichsweise lange Lagerfähigkeit von 10–15 Jahren aus. Lithium-Eisendisulfid-Zellen können im Temperaturbereich von etwa −40 °C bis 60 °C betrieben werden, womit die Lithium-Eisendisulfid-Zellen besonders attraktiv für die Verwendung beispielsweise in Radiosonden wie der Vaisala RS41 sind.